# Deutsche Gehörlosenzeitung
Die Deutsche Gehörlosenzeitung (Abkürzung: DGZ) ist eine deutschsprachige Monatszeitschrift, deren Ursprünge auf das Jahr 1872 zurückgehen. Sie richtet sich an gehörlose und hörbehinderte Menschen, deren Angehörige und an der Gebärdensprachgemeinschaft interessierte Leser. Die 48 Seiten starke DGZ wird vom Deutschen Gehörlosen-Verlag mit Sitz in St. Georgen im Schwarzwald herausgegeben und erscheint monatlich, jeweils am 20. eines Monats.
Gegründet wurde die DGZ als sogenanntes Mitteilungsblatt des Deutschen Gehörlosen-Bundes (DGB). Der am 14. Januar 1950 gegründete Verband beschloss am selben Tag die Gründung einer bundeseinheitlichen Zeitung – dies war die Geburtsstunde der „Deutschen Gehörlosenzeitung“. Erster Schriftleiter war DGB-Präsident Karl Wacker. Erster und jahrzehntelang tätiger Herausgeber der DGZ war Heinrich Siepmann, seinerzeit Präsident des Deutschen Gehörlosen-Sportverbandes und ehemaliger Herausgeber der „Deutschen Gehörlosen-Sportzeitung“.

## Inhalt
Die Deutsche Gehörlosenzeitung sieht sich als Spiegel der Gebärdensprachgemeinschaft und orientiert sich an den besonderen Interessen ihrer Leser. Sie berichtet über Veranstaltungen in Kultur, Politik, Gesellschaft und Sport, bei denen Gebärdensprache verwendet wird bzw. Gebärdensprachdolmetscher hinzugezogen werden und so Zugang zu Bildung und Teilhabe am sozialen Leben gegeben wird. Ebenso berichtet sie über für ihre Leser relevante Neuigkeiten aus aller Welt.

## Geschichte

Die dritte Ausgabe vom „Taubstummenfreund“ (Dezember 1872)

Die Deutsche Gehörlosenzeitung kann auf eine über 140-jährige abwechslungsreiche Vergangenheit zurückblicken, die von zahlreichen Umbenennungen und Zusammenschlüssen geprägt war. Durch die Übernahme der früheren Zeitung „Der Gehörlose“ 1972, welche sich auf den „Taubstummenfreund“ von 1872 zurückführen lässt, konnte die DGZ auch die vorangegangenen Jahrgänge dieses „Taubstummenfreund“-Nachfolgers anrechnen.
Die Deutsche Gehörlosenzeitung von heute ist das Produkt zweier großer publizistischer Linien: die der Wohlfahrtszeitungen – von sogenannten Taubstummenlehrern und Fürsorgeverbänden herausgegeben – und die der von Gehörlosen selbst produzierten Zeitungen.

### Die Linie der „Wohlfahrtszeitungen“
Es gab ab 1835 eine Reihe von Zeitungen, herausgegeben von Taubstummenlehrern und Fürsorgeverbänden:
- Württembergische Blätter für Taubstumme (1853, sie gilt als die älteste deutsche Schul- und Taubstummenzeitung)
- Bayerische Taubstummenzeitung (1902)
- Wegwart (1914)
- Bayerisches Taubstummen-Blatt (1921)
- Badische Blätter für Taubstumme (1913)
- Taubstummenzeitung für Hessen/Hess.-Nassau (1923)
- Pfälzische Gehörlosenzeitung (1924)
- Mitteilungsblatt für Thüringen (1928)

1928 wurden alle diese Zeitungen zur „Süddeutschen Gehörlosen-Zeitung“ zusammengeschlossen und 1932 umbenannt in „Der Deutsche Gehörlose“. Herausgeber dieser Zeitung war die Gehörlosen-Wohlfahrt unter Leitung des Münchner Taubstummenlehrers Ludwig Herzog. Im Zuge der Gleichschaltung unter der NS-Herrschaft wurde „Der Deutsche Gehörlose“ 1935 mit dem amtlichen Blatt des Reichsverbands der Gehörlosen Deutschlands (ReGeDe) zusammengelegt, der Titel wurde jedoch beibehalten.

### Die Linie der „Gehörlosenzeitungen“
„Der Taubstummenfreund“, die erste von Gehörlosen selbst produzierte Zeitung im deutschsprachigen Raum, wurde 1872 von Eduard Fürstenberg gegründet und bis zu seinem Tod von ihm herausgegeben.
Rund drei Jahrzehnte später, um die Jahrhundertwende, wurden zwei weitere Zeitungen gegründet – die „Deutschen Taubstummen Nachrichten“ (1901) und die „Neue Zeitschrift für Taubstumme“ (1904). Die „Neue Zeitschrift für Taubstumme“ wurde 1920 mit dem „Taubstummenfreund“ zur „Allgemeine Deutsche Gehörlosenzeitschrift“ zusammengelegt, 1927 kamen die „Deutschen Taubstummen Nachrichten“ hinzu. Daraus wurde „Die Stimme“ – das amtliche Blatt des Reichsverbands der Gehörlosen Deutschlands und somit die Zeitschrift für alle Gehörlosen Deutschlands. Am 1. Januar 1930 wurde der Titel erweitert und zwar in „Deutsche Gehörlosenzeitschrift – Die Stimme“.
1935 fand eine Umbenennung des amtlichen Blattes des ReGeDe in „Der Deutsche Gehörlose“ statt und es stand fortan unter der Kontrolle der NS-Volkswohlfahrt. Bis 1940 war der gehörlose Vorsitzende des ReGeDe, Fritz Albreghs, Schriftleiter, auf ihn folgte der Taubstummenoberlehrer Karl Engelmann. Ab Mai 1940 wurde die vom Reichsverband für Gehörlosenwohlfahrt herausgegebene Zeitung unter Leitung von Engelmann erneut umbenannt. „Der Gehörlose in der deutschen Volksgemeinschaft“ erschien bis zum Kriegsende 1945.

### Nachkriegszeit
Der 1950 gegründete Deutsche Gehörlosen-Bund unter Präsident Karl Wacker sah die Notwendigkeit einer bundeseinheitlichen Zeitschrift und traf folgenden Entschluss: Die „Blätter für Gehörlose aus Süd-, West- und Norddeutschland“, 1947 von Karl Wacker gegründet, wurden mit der „Deutschen Gehörlosen-Sportzeitung“ zusammengelegt zur „Deutschen Gehörlosenzeitung“, welche im Juli 1950 erstmals erschienen ist – damals noch im zweiwöchentlichen Turnus. Seit 1975 erscheint sie monatlich.
1972 vereinigten sich die beiden großen Linien: Karl Engelmann, bis 1945 zuständig für die Zeitung „Der Gehörlose in der deutschen Volksgemeinschaft“, hatte kurz nach Kriegsende eine neue Zeitung herausgegeben: „Der Gehörlose“. Bei dieser von Fürsorgemitteln getragenen Zeitschrift handelte es sich um die indirekte Nachfolgezeitung des „Taubstummenfreunds“. 1972 wurde sie von der DGZ übernommen. Dadurch erhielt die Deutsche Gehörlosenzeitung auch die vorangegangenen Jahrgänge seit 1872.
Nach der deutschen Wende 1990 wurde die ostdeutsche Verbandszeitung „gemeinsam“ ebenfalls von der DGZ aufgenommen.

### Von der Verbandszeitung zum unabhängigen Medium

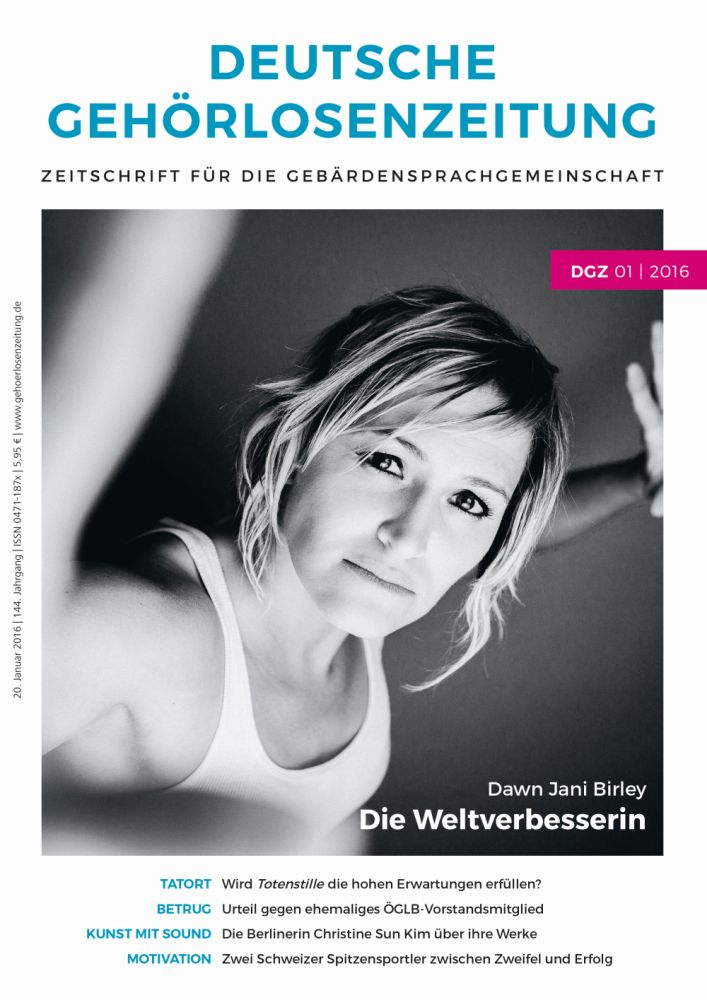
Im neuen Design: Die Titelseite der Deutschen Gehörlosenzeitung (Januar 2016)

Die Anfänge der Deutschen Gehörlosenzeitung waren, obwohl als eigenständiger Verlag gegründet, geprägt von einer starken institutionellen, aber auch personellen Verflechtung mit den beiden großen Gehörlosenverbänden Deutschlands.
Karl Wacker aus Stuttgart, Mitgründer der DGZ, war bis zu seinem Tode von 1950 bis 1952 Präsident des Deutschen Gehörlosen-Bundes. Verlagssitz der DGZ war für ein knappes Jahr Stuttgart, bevor dieser nach Mülheim an der Ruhr wechselte, wo Siepmann seine eigene Druckerei betrieb. Nachfolger im DGB wurde der Vizepräsident und langjährige DGZ-Herausgeber Heinrich Siepmann, jedoch nur bis 1953. Zudem stand er bereits seit 1933 dem Deutschen Gehörlosen-Sportverband vor, bis er 1974 verstarb.
Nach Siepmanns Tod wurde der Verlag von einem Gesellschafter-Duo übernommen: Friedrich Waldow und Werner Kliewer. Beide blieben jahrelang sowohl Herausgeber als auch Schriftleiter, der Sitz wurde nach Essen verlegt. Waldow war ebenfalls verbandspolitisch sehr engagiert. 1951 bis 1974 arbeitete er als Geschäftsführer beim Deutschen Gehörlosen-Sportverband und wurde danach Präsident bis 1991. 1959 bis 1969 war er zudem Geschäftsführer des Deutschen Gehörlosen-Bundes. Werner Kliewer war von 1971 bis 2003 hauptamtlicher Generalsekretär beim Deutschen Gehörlosen-Sportverband und zeitweise auch Präsidiumsmitglied im Deutschen Gehörlosen-Bund.
In den ersten zehn Jahren trug die Deutsche Gehörlosenzeitung den Untertitel „Organ des Deutschen Gehörlosen-Bundes“ und wurde ursprünglich als dessen offizielles Mitteilungsblatt verstanden. Erst 60 Jahre später, nachdem der Verlag 2010 von Kerstin Reiner-Berthold aufgekauft wurde, entwickelte sich die DGZ zu einem von Verbänden und Vereinen unabhängigen, eigenständigen Medium.

## Herausgeber der Deutschen Gehörlosenzeitung
| von  | bis   | Herausgeber                         |
| ---- | ----- | ----------------------------------- |
| 1950 | 1974  | Heinrich Siepmann                   |
| 1974 | 2009  | Friedrich Waldow und Werner Kliewer |
| 2010 | heute | Kerstin Reiner-Berthold             |